# Cláudia Pacheco
Cláudia Pacheco (São Paulo, 28 de junho de 1962) é uma apresentadora de televisão brasileira. Formada em Rádio e TV pela FAAP.

## Carreira
Formada em jornalismo pela Fundação Armando Alvares Penteado, Cláudia começou sua carreira como apresentadora no programa Enigma (TV Cultura), em 1988. Apresentou depois o Revista Rural (Rede Record) em 1993. Apresentou também durante cinco anos vários programas de televendas e merchans em programas femininos na TV Gazeta e Rede Record. Apresentou um programa independente sobre Turismo. Em junho de 1999 ela é contratada pela TV Gazeta para apresentar o programa Pra Você, na vaga deixada por Claudete Troiano, que se transfere para o Mulheres. Em junho de 2000 o Pra Você é tirado do ar. Em julho do mesmo ano, Cláudia Pacheco é escalada para cobrir férias de Claudete Troiano no Mulheres junto com Antonio Guerreiro. Em dezembro de 2000, Cláudia começa apresentar o programa Arroz, Feijão & Fofoca, junto com Leão Lobo, que fica no ar até maio de 2001 na TV Gazeta. Já em julho de 2001 ela volta a apresentar o Pra Você, onde permanece até setembro de 2002, quando tem que ceder o lugar a Ione Borges. Em janeiro de 2003 a apresentadora assina contrato com a extinta Rede Mulher para apresentar o Mulheres em Foco até abril de 2007.
A partir de maio de 2007, Cláudia começa a comandar o Best Shop TV (já extinto da grade de programação do canal), nas madrugadas e nos fins de semana da TV Gazeta, e eventualmente substituía e cobria férias nos seguintes programas: Mulheres, Pra Você, TV Culinária e Manhã Gazeta. Em agosto de 2010, com a extinção do Best Shop TV, a emissora quis que Claudia assumisse o TV Culinária, vaga deixada por Palmirinha Onofre, porém a apresentadora recusou para se dedicar à seus negócios no balneário de Ubatuba. Em 2013, Cláudia torna-se apresentadora do programa Vitrine do Artesanato, na Rede Família. Em 2014 foi pela TV Aparecida, onde passa a apresentar o programa Vida com Arte, de segunda à sábado às 14h. Em 2022, transfere-se para a TV Pai Eterno, onde passa a comandar o programa Vitrine.

## Filmografia
| Ano           | Título                 | Cargo         |
| ------------- | ---------------------- | ------------- |
| 1988–92       | Enigma                 | Apresentadora |
| 1993          | Revista Rural          | Apresentadora |
| 1993–99       | Polishop               | Apresentadora |
| 1999–02       | Pra Você               | Apresentadora |
| 2000–01       | Arroz, Feijão e Fofoca | Apresentadora |
| 2003–07       | Mulheres em Foco       | Apresentadora |
| 2007–10       | BestShop TV            | Apresentadora |
| 2013          | Vitrine do Artesanato  | Apresentadora |
| 2014–21       | Vida com Arte          | Apresentadora |
| 2022–presente | Vitrine                | Apresentadora |